# 完美無瑕
《完美無瑕》為艾德·希蘭2017年9月推出的單曲，於同年聖誕節流行。此單曲收錄在專輯《÷》內，作者為他本人。

## 歌詞譯文
我在黑暗中跳著舞 
把妳環抱在我的雙臂中 
赤著腳踏在草地上 
聽著我們最喜歡的歌 
我相信我雙眼所見 
而我知道 我遇見了一位人形天使 
而她看起來完美無瑕 
我不值得擁有這一切 
而今晚 妳看起來完美無瑕  

## 外部連結
- YouTube上的音樂短片